# Епархия Гёрлица
Епархия Гёрлица (лат. Dioecesis Gorlicensis) — епархия Римско-Католической церкви с центром в городе Гёрлиц, Германия. Епархия Гёрлица входит в митрополию Берлина. Кафедральным собором епархии Гёрлица является Собор святого Иакова.

## История
28 июня 1972 года Святой Престол учредил апостольскую администратуру Гёрлица, выделив её из архиепархии Вроцлава.
27 июня 1994 года Римский папа Иоанн Павел II издал буллу Solet usque, которой преобразовал апостольскую администратуру Гёрлица в епархию.

## Ординарии епархии
- епископ Бернхард Хун (28.06.1972 — 27.06.1994)
- епископ Рудольф Мюллер (27.06.1994 — 24.06.2006)
- епископ Конрад Здарса (24.04.2007 — 8.07.2010), назначен епископом Аугсбурга
- епископ Вольфганг Ипольт (с 18 июня 2011 года)

## Источник
- Annuario Pontificio, Libreria Editrice Vaticana, Città del Vaticano, 2003, ISBN 88-209-7422-3
- Булла Solet usque (лат.)

## Ссылки

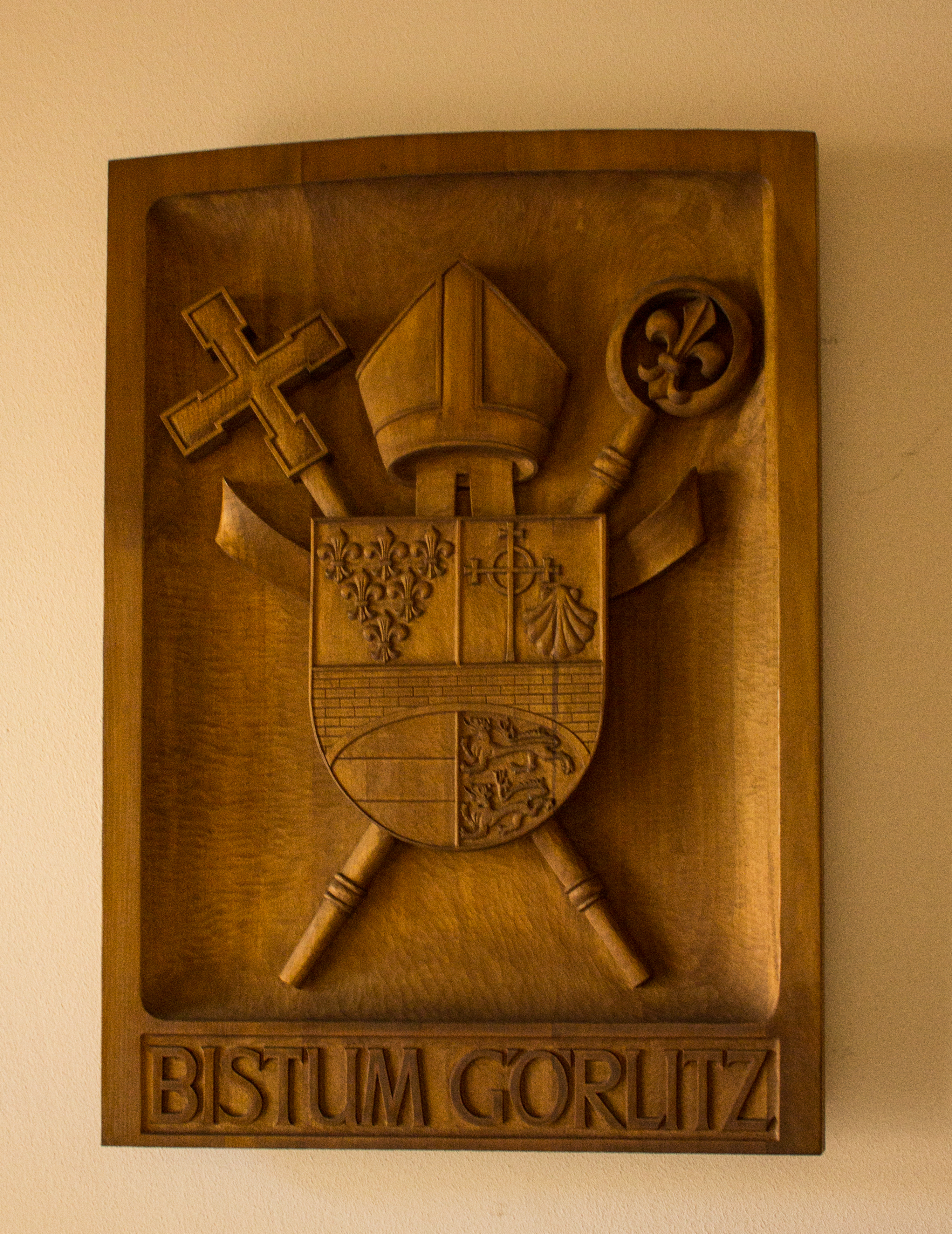
Герб епархии